# 邱高事件
邱高事件，是臺灣1972年8月時，邱高、胡德寧、李福明等三名大學畢業生攀爬奇萊山時失蹤。政府與民間動員多次搜山，只找到他們的物品，日後促使臺灣山難搜救改善。

## 過程

### 事情緣由
家住臺北縣永和鎮竹林路的邱高、住臺北市敦化南路的胡德寧、住台北市環河北路的李福明，在高中時代都讀師大附中，且對登山都有興趣。如胡德寧自小就愛登山，在高中時和表弟及幾位同學爬大屯山迷路，在山上過一夜才被尋獲。高中畢業後，胡德寧和李福明都考上輔仁大學，且是林樹雄擔任社長時的登山社社員。邱高雖然與他們上不同的大學，但仍結伴攀登臺灣各大山。胡德寧還有繪畫等藝術嗜好，更曾與友人張蔚炎一起辦《喜悅》雜誌。
1972年，甫從東海大學畢業的邱高，計畫在10月服軍官役前，一起和好友胡德寧、李福明攀爬奇萊山。本來他們是要與林樹雄等十幾名同學在9月15日去，但等不及而提早。要成行時，鄭煥農因要準備大專考試臨時退出，但身分證與登山會員證被邱高帶走。8月23日上午，邱高等三人經仁愛鄉蘆山檢查哨查驗，當日經雲海抵天池，該晚至日月潭發電廠管理處的天池保線所休息，翌日上午10點啟程，朝奇萊山主峰前進，就此音訊全無。
25日，鄭煥農收到胡德寧從臺中寄回的身分證。28日下午，氣候雨，救國團新店團委會奇萊山登峰隊周廷旺一行六人與全桂林、伍春明和伍勝美當地揹工在登山返程上，於卡羅樓山約一小時路程的兩山稜角間凹處，發現三件汗衫、登山杖等物，再走十餘分鐘，又發現數雙襪子、蠟燭、手電筒、塑膠布等，使他們頗感不安。奇萊山之所以在臺灣登山界有聞之生畏的名稱「黑色奇萊」，据戶外記者黃德雄解釋，這是上午日照無法到奇萊山脈西北面的碎石坡斷崖而呈現黑色，且是臺灣山難次數最多、失蹤人數最多、死亡人數最多的高山。1970年代的政府限制民眾使用五萬分之一的山區地圖，登山會的地圖只能提供會員參考，不能帶上山使用，因此登山客面臨緊要關頭，稍有失誤便可能發生差錯。

### 動員尋找
原定邱高、胡德寧、李福明等人是8月23日入山後五天，由合歡山松雪樓出山。9月4日，邱高父親邱坤鎔察覺兒子已過預定日程仍未返家，便透過臺灣省警務處向彰化縣警察局、南投縣警察局、花蓮縣警察局查詢。接到臺灣省警務處山地組和彰化縣警察局通知的南投縣警察局令仁愛分局派員準備5日入山時，卻從彰化縣警察局轉來花蓮縣警察局的錯誤消息，以為這三名登山學生已於4日下午4時50分從大禹嶺招待所出發走向梨山，取消搜山行動。
9月9日，邱坤鎔從台北辦公處打電話到家中探問兒子消息，恰巧從奇萊登山返回的周廷旺來到邱家，講述他們發現了一批登山者遺留下的東西，讓邱父驚覺不對。當天上午11時40分，邱坤鎔便和龔姓朋友趕搭上南下的觀光號，當晚趕抵霧社的仁愛分局。
10日上午，中華民國警察搜救隊隊員從由四名警察和五名原住民分成三組搜索隊，當晚夜宿天池。在該天，輔仁大學登山社社長林樹雄跟幾名社員，先去胡、李家探視。胡德寧兄長胡德銘出差到梨山與家人通話時，得知胞弟尚未回家，也同日立即騎機車趕來霧社。該晚，胡德寧本來與賀蘭三重唱合唱團成員要去台視《群星會》表演。
11日，警察搜救隊因缺乏糧食和露營設備，便又折返天池。當時搜尋工作因警方沒有搜山經費，最感困難的是後勤支援，像是趕來支援的花蓮縣吉安鄉銅門派出所巡官李元珍等人的食糧，就是透過中國國民黨仁愛鄉民眾服務社主任白文敏來支援。邱坤鎔光前三天，便已自費新台幣一萬多元去找人。下午，中華民國空軍救護隊派出水上飛機，在中部山區搜索。
12日當天，空軍出動兩架HU16水上飛機，於盧山、霧社、天池直徑約莫十哩地方盤旋，共飛四架次，但卻被雲層擋住視線。下午，仁愛分局刑警林復珍與林樹雄等人，在奇萊主峰和南峰的稜線山脊上發現兩件都有學號的白色汗衫等物，轉告內政部警政署刑事警察局幹員王豐輝，由邱高母親在電話確認汗衫為兒子所有。14日，邱坤鎔辨認現場發現的五個無敵牌乾電池、龍鳳壽麵線、暮帝納斯牌腸胃藥、一條粉紅色毛巾、一條草綠色繩索、海綿鞋墊、火柴等，確定大部份係邱高所有。依主持搜尋工作的仁愛分局分局長長蕭世傑研判，這三人在坐下來休息時，忽有巨變發生，因此隨手抓起背包逃生，驚恐到連食物、手電筒、手杖等都來不及拿。
16日，臺灣省林務局動用直升機從豐原起飛，搭載邱坤鎔等人至奇萊山西麓溪谷上空盤旋了半個小時。倘若登山客在奇萊山脊迷路，往西麓便能到橫貫公路支線或濁水溪而可能獲救。下午，李福明父親李文儒也趕來霧社。
在邱高事件之前，臺灣也曾發生過好幾次重大山難，但社會關注與動員搜救資源之龐大，此事件可以說是空前的。中華民國國軍更動用眉溪的特種部隊廿六人，由翦上校帶領到18日奇萊主峰、卡羅樓山搜尋三天。幾乎三天兩頭，邱坤鎔在霧社都會接到來自臺灣各地陌生人的慰問信，甚至收到《金剛經》或各地廟宇求來的符。20日，邱坤鎔和胡孝椿過商談後，決定懸賞尋找失蹤的兒子，找到一名活著賞金一萬元，找到一名屍體賞金五千元。
22日，中秋節，邱坤鎔、胡孝椿由仁愛鄉長洪仁德陪同前往眉溪，請布農族三位老人占卜，得到失蹤者在天長山斷崖山洞的答覆。之後，林神輝等人的搜救隊就往奇萊山東南的天長山挺進。
23日，臺灣省警務處兼處長周菊村令該處保安科長張裕華重擬辦法，展開第四波搜救，由花蓮縣與南投縣的管區警察及山地青年服務隊七人為一組作十天的地氈式搜尋、並請登山團體協助、督察室副主任劉長泗及保安科科員李百蔭分駐奇萊山及合歡山聯絡站擔任督導聯絡工作。
民眾曾龍華從9月13日就來幫忙，還把工作辭去。曾龍華曾向搜尋小組提供建議，邱高三人可能受驚嚇後，有人負了傷因而迷途。倘若登山客在奇萊山脊迷路，拐向東麓，愈往前走愈是高山峻嶺，只能聽天由命。奇萊連峰最險惡的地區，是在卡羅樓山與奇萊裡山（包梯瓦拉山）之間，沿途碎石坡、斷崖、峭壁是接二連三。24日，曾龍華等在追蹤卡羅樓山出現的足跡，在奇萊裡山石縫發現邱高、鄭煥農等四個人的登山會員證、三雙插地指天的筷子、一張省立博物館的入場券、一粒喉片等。該年參與救援的蔡景璋，認為這些筷子是代表「快來救我們」。
10月5日，仁愛鄉霧社天主堂傳教多年的美國籍明神父，率五位當地原住民由合歡山松雪樓入奇萊山加入尋找。11日，新竹縣登山協會由新竹縣議員孫天賜擔任領隊，與兒子孫宗山等去參加搜索。20日，中興大學教授林孝淑與邱坤鎔轉往花蓮地區組隊搜尋。

### 日後消息
到11月，邱坤鎔依然自費組織兩隊去奇萊山區搜索。該月7日，在霧社、花蓮守了整整六十天的邱坤鎔，終於回到台北，以求請軍方、警務處、青年救國團及登山團體再盡力搜救他的獨子邱高、及胡德寧和李福明，次日又返回霧社。對此，義務支援的曾龍華說：「只要邱先生不放棄，我一定幫忙找至有結果才算數。」
各路人馬分成幾十隊，一次又一次入山搜尋，前後動員的人次高達數千人以上，直到時近冬天、奇萊山氣溫已近零度、大雪即將封山之前，救援工作至此不得不宣告結束。次年1973年8月18日，中華民國健行登山會副會長黃浴沂領登山隊從台北出前時，該會去年已曾六度組隊搜山。對此失蹤案，當年一種說法是遭到原住民的陷阱埋伏，遭到路槍、路箭等。更有人猜測，他們一行人被人殺害了。
當年救援時，登山界便有提出加迅速傳遞消息、成立永久的山難救援組織、訓練山難救助等建議。1995年，時任中華民國山難救助協會北區搜救委員會總幹事的任鐵剛，指邱高等人的失蹤讓臺灣社會明白搜救工作的不易與重要性，山難搜救的觀念自此萌芽，各種永久性的民間援救團體相繼成立，並不斷修正各種山難搜救觀念與做法，這些可說都是肇始於邱高事件。